# Bataille de Nola (214 av. J.-C.)
deuxième guerre punique
Batailles
219 av. J.-C. : Sagonte
218 av. J.-C. : Rhône, Cissa, Tessin, La Trébie
217 av. J.-C. : Victumulae, Plaisance, Èbre, Lac Trasimène, Geronium
216 av. J.-C. : Cannes, Selva Litana, Nola (1re)
215 av. J.-C. : Cornus, Dertosa, Nola (2e)
214 av. J.-C. : Nola (3e) 
 213 av. J.-C. : Syracuse
212 av. J.-C. : Capoue (1re), Silarus, Herdonia(1re)
 211 av. J.-C. : Bétis, Capoue (2e)
210 av. J.-C. : Herdonia (2e), Numistro
209 av. J.-C. : Asculum, Carthagène
208 av. J.-C. : Baecula
207 av. J.-C. : Grumentum, Métaure
206 av. J.-C. : Ilipa, Carthagène (2e) (ca)
204 av. J.-C. : Crotone
203 av. J.-C. : Utique, Grandes Plaines
202 av. J.-C. : Zama
La troisième bataille de Nola s'est déroulée en Campanie (Italie) en 214 av J.C., entre Hannibal Barca et une armée romaine menés par Marcus Claudius Marcellus. C'est la troisième tentative d'Hannibal pour prendre la ville de Nola, et un nouvel échec : Marcellus réussit à empêcher la capture de la ville.

## Les préparatifs de Marcellus
Après avoir ravagé la région de Naples, Hannibal vint camper devant Nola. Aussitôt informé, Marcellus  rappela à lui le propréteur Pomponius avec les troupes qui occupaient le camp de Suessula, et se prépara à marcher sur l'ennemi, bien résolu à sauver la ville.
Son plan de bataille comprenait une attaque frontale assortie d'un large mouvement tournant de sa cavalerie. Celle-ci devait s'éloigner de nuit dans la plus grande discrétion, contourner de loin le camp d'Hannibal, attendre le moment opportun et tomber par surprise dans le dos des Carthaginois au plus fort de la bataille. Cette manœuvre délicate fut confiée à Caius Claudius Nero.

## Le combat
Les Romains eurent rapidement l'avantage. Au bout d'un certain temps, les rangs carthaginois commencèrent à céder et entamèrent un repli en bon ordre. Si les cavaliers de Néron étaient survenus à ce moment-là, l'engagement se serait conclu par une véritable victoire et peut-être la destruction de l'armée d'Hannibal. Mais la cavalerie resta invisible. Marcellus n'osa pas risquer son armée fatiguée dans une poursuite hasardeuse et, la mort dans l'âme, fit sonner la retraite.
Le succès romain était cependant réel. Tite-Live précise que les Carthaginois perdirent ce jour-là plus de deux mille hommes contre seulement quatre cents chez les Romains.
Quant à Néron, il ne revint qu'au coucher du soleil après avoir marché pendant un jour et une nuit et harassé ses chevaux en pure perte : il n'avait même pas aperçu l'ennemi. Le consul lui fit de nombreux reproches, allant jusqu'à dire qu'il avait, à lui tout seul, empêché que l'on rendît aux Carthaginois le désastre de Cannes.

## La retraite d'Hannibal
Le lendemain les Romains se rangèrent pour une nouvelle bataille mais Hannibal refusa le combat en gardant ses troupes renfermées dans son camp. C'était reconnaître tacitement son échec. Le troisième jour, au milieu de la nuit, il se mit en marche vers Tarente, perdant ainsi tout espoir de s'emparer de Nola après trois tentatives infructueuses.

## Source
- Tite-Live, livre 24, chap. 17